# Ri Pun-hui
Ri Pun-hui (n. 29 decembrie 1968, RPDC) este o jucătoare de tenis de masă ce a reprezentat Coreea de Nord, medaliată olimpică. A participat la o ediție a Jocurilor Olimpice (1992) în care a câștigat o medalie de bronz.

## Participări
Lista de mai jos prezintă principalele competiții la care a participat Ri Pun-hui de-a lungul carierei.
- table tennis at the 1992 Summer Olympics – women's singles[*]